# Pic Royo
El Royo (que vol dir roig, en benasquès) és una muntanya de 3.121 m d'altitud, amb una prominència de 16 m, situat a la capçalera de la Vall de Lliterola, al massís de Perdiguero, entre la província d'Osca (Aragó) i el departament de l'Alta Garona (França).